# Битти, Трейси
Трейси Ли Роули Брейтуэйт (англ. Tracey Lea Rowley Braithwaite; в замужестве Пикок (англ. Peacock); затем Битти (англ. Beatty); родилась 9 марта 1979 года в Виктор-Харборе, штат Южная Австралия, Австралия) — австралийская профессиональная баскетболистка, выступавшая в женской национальной баскетбольной лиге. Играла на позиции центровой. Пятикратная чемпионка ЖНБЛ (1998, 2006, 2007, 2009, 2010), также самый ценный игрок финала ЖНБЛ (2007).
В составе национальной сборной Австралии она завоевала серебряные медали чемпионате мира среди девушек до 19 лет 1997 года в Бразилии.

## Ранние годы
Трейси Битти родилась 9 марта 1979 года в городе Виктор-Харбор (штат Южная Австралия).